# スティーブン・ブロート
- スティーブン・ブロールト

スティーブン・ジョゼフ・ブロート（Steven Joseph Brault, 1992年4月29日 - ）は、アメリカ合衆国カリフォルニア州サンディエゴ郡ラ・メサ出身のプロ野球選手（投手）。左投左打。現在は、フリーエージェント（FA）。
メディアによっては「ブロールト」と表記されることもある。

## 経歴

### プロ入り前
少年時代はサンディエゴ・パドレスファンとして育った。グロスモント高等学校時代は同級生にプロ入り後も再び同僚となるジョー・マスグローブがいた。

### プロ入りとオリオールズ傘下時代
2013年のMLBドラフト11巡目（全体339位）でボルチモア・オリオールズから指名され、プロ入り。契約後、傘下のA-級アバディーン・アイアンバーズでプロデビュー。12試合に先発登板して1勝2敗、防御率2.09、38奪三振を記録した。
2014年はA級デルマーバ・ショアバーズとA+級フレデリック・キーズでプレーし、2球団合計で25試合（先発24試合）に登板して11勝8敗、防御率2.77、124奪三振を記録した。

### パイレーツ時代
2015年2月20日、1月27日に行われたトラビス・スナイダーとのトレードの後日発表選手としてピッツバーグ・パイレーツへ移籍した。シーズンでは傘下のA+級ブレイデントン・マローダーズ、AA級アルトゥーナ・カーブでプレーし、2球団合計で43試合に登板して4勝1敗3セーブ、防御率2.71、71奪三振を記録した。オフにはアリゾナ・フォールリーグに参加し、グレンデール・デザートドッグスに所属した。
2016年は開幕をAAA級インディアナポリス・インディアンスで迎え、7月5日にメジャー契約を結んでアクティブ・ロースター入りした。同日のセントルイス・カージナルス戦にて先発でメジャーデビュー（4回2失点で勝敗付かず）。この年メジャーでは8試合（先発7試合）に登板して0勝3敗、防御率4.86、29奪三振を記録した。
2017年は11試合（先発4試合）に登板して1勝0敗1セーブ、防御率4.67、23奪三振を記録した。マイナーではAAA級インディアナポリスで21試合（先発20試合）に登板して10勝5敗、防御率1.94、109奪三振を記録しており、パイレーツのマイナー最優秀投手となっている。
2018年は45試合（先発5試合）に登板して6勝3敗、防御率4.61、82奪三振を記録した。
2019年は25試合（先発19試合）に登板して4勝6敗、防御率5.16、100奪三振を記録した。
2020年は11試合（先発10試合）に登板して1勝3敗、防御率3.38、38奪三振を記録した。
2021年は4月1日に左広背筋の故障のため60日間の故障者リスト入りし、8月に復帰したものの、9月に再発のため再び故障者リスト入り。この年のメジャーでの登板は7試合にとどまった。オフの11月29日にホセ・キンタナの加入に伴いDFAとなり、翌30日にFAとなった。

### カブス時代
2022年3月22日にシカゴ・カブスとマイナー契約を結んだ。7月16日にメジャー契約を結びアクティブ・ロースター入りした。シーズン終了後の11月10日にFAとなった。

## プレースタイル

### 投球
チェンジアップとスライダーに抜群のキレを持つスリークォーター左腕である。

### 打撃
マイナーでは2017年終了時点での通算打率が.419（31打数13安打）と、打撃にも自信を持っている。メジャーでも2016年のデビュー戦で初安打を放ち、2017年9月11日のミルウォーキー・ブルワーズ戦でパイレーツの左腕では9年ぶりとなる2安打2打点を記録している。2019年には42打数14安打、打率.333、1本塁打という好成績を記録している。

## 人物
レジス大学時代は音楽を専攻していた。バンドのボーカルとしても活躍し、CDをリリースしたこともある。プロ入り後もシーズンオフに故郷に近いサンディエゴに住み、バンドのボーカルとしてライブやコンサートに出ている。
2018年6月19日、パイレーツの本拠地PNCパークでのブルワーズ戦の試合でアメリカ国歌の独唱を行った。これはブロート自身が以前から熱望したため実現したもので、球場で国歌を歌ったことについて本人は　「ものすごく緊張した。マウンドで投げているときよりも、もっとナーバスな気持ちになってしまったよ。でも、チームのみんなが僕のやりたかったことをサポートしてくれた。楽しく、幸せだった」と語っている。

## 詳細情報

### 年度別投手成績
| 年 度    | 球 団    | 登 板 | 先 発 | 完 投 | 完 封 | 無 四 球 | 勝 利 | 敗 戦 | セ 丨 ブ | ホ 丨 ル ド | 勝 率 | 打 者 | 投 球 回 | 被 安 打 | 被 本 塁 打 | 与 四 球 | 敬 遠 | 与 死 球 | 奪 三 振 | 暴 投 | ボ 丨 ク | 失 点 | 自 責 点 | 防 御 率 | W H I P |
| -------- | -------- | ----- | ----- | ----- | ----- | -------- | ----- | ----- | -------- | ----------- | ----- | ----- | -------- | -------- | ----------- | -------- | ----- | -------- | -------- | ----- | -------- | ----- | -------- | -------- | ------- |
| 2016     | PIT      | 8     | 7     | 0     | 0     | 0        | 0     | 3     | 0        | 0           | .000  | 166   | 33.1     | 45       | 5           | 17       | 1     | 2        | 29       | 1     | 0        | 26    | 18       | 4.86     | 1.86    |
| 2017     | PIT      | 11    | 4     | 0     | 0     | 0        | 1     | 0     | 1        | 0           | 1.000 | 162   | 34.2     | 41       | 3           | 14       | 1     | 2        | 23       | 0     | 0        | 21    | 18       | 4.67     | 1.59    |
| 2018     | PIT      | 45    | 5     | 0     | 0     | 0        | 6     | 3     | 0        | 3           | .667  | 413   | 91.2     | 84       | 10          | 57       | 4     | 8        | 82       | 9     | 0        | 51    | 47       | 4.61     | 1.54    |
| 2019     | PIT      | 25    | 19    | 0     | 0     | 0        | 4     | 6     | 0        | 0           | .400  | 505   | 113.1    | 117      | 15          | 53       | 2     | 7        | 100      | 7     | 1        | 69    | 65       | 5.16     | 1.50    |
| 2020     | PIT      | 11    | 10    | 1     | 0     | 0        | 1     | 3     | 0        | 0           | .250  | 178   | 43.2     | 29       | 2           | 22       | 0     | 5        | 38       | 3     | 0        | 17    | 16       | 3.38     | 1.20    |
| 2021     | PIT      | 7     | 7     | 0     | 0     | 0        | 0     | 3     | 0        | 0           | .000  | 127   | 27.2     | 33       | 3           | 12       | 2     | 1        | 19       | 0     | 0        | 18    | 18       | 5.86     | 1.63    |
| MLB：6年 | MLB：6年 | 107   | 52    | 1     | 0     | 0        | 12    | 18    | 1        | 3           | .400  | 1551  | 343.1    | 349      | 38          | 175      | 10    | 25       | 291      | 20    | 1        | 202   | 182      | 4.77     | 1.53    |

- 2021年度シーズン終了時

### 年度別守備成績
| 年 度 | 球 団 | 投手（P） | 投手（P） | 投手（P） | 投手（P） | 投手（P） | 投手（P） |
| 年 度 | 球 団 | 試 合     | 刺 殺     | 補 殺     | 失 策     | 併 殺     | 守 備 率  |
| ----- | ----- | --------- | --------- | --------- | --------- | --------- | --------- |
| 2016  | PIT   | 8         | 2         | 2         | 1         | 0         | .800      |
| 2017  | PIT   | 11        | 3         | 10        | 0         | 1         | 1.000     |
| 2018  | PIT   | 45        | 7         | 16        | 0         | 2         | 1.000     |
| 2019  | PIT   | 25        | 8         | 18        | 0         | 3         | 1.000     |
| 2020  | PIT   | 11        | 1         | 6         | 0         | 1         | 1.000     |
| 2021  | PIT   | 7         | 0         | 6         | 0         | 0         | 1.000     |
| MLB   | MLB   | 107       | 21        | 58        | 1         | 7         | .988      |

- 2021年度シーズン終了時

### 背番号
- 43（2016年 - 2021年）
- 25（2022年）